# Деман, Рудольф
Рудольф Деман (нем. Rudolf Deman, настоящая фамилия Диамант, нем. Diamant; 20 апреля 1880, Вена — 19 марта 1960, Берлин) — немецкий скрипач, музыкальный педагог.

## Биография
Родился в семье ювелира еврейского происхождения Морица Диаманта, в 1892 г. изменившего свою фамилию и фамилию своих детей. 
В 1898 г. окончил Венскую консерваторию по классу скрипки Якоба Грюна. После трёхлетней армейской службы в 1901—1908 гг. был концертмейстером Львовской оперы, затем в 1908—1919 гг. концертмейстером Баденского придворного театра в Карлсруэ и наконец в 1919—1930 гг. концертмейстером Берлинской государственной капеллы. С 1914 г. играл также в оркестре Байройтского фестиваля. В 1920-е гг. руководил струнным квартетом с участием Эмиля Корнзанда (вторая скрипка), Карла Райца (альт) и Карла Дехерта (виолончель), выступал также в составе фортепианного трио с Дехертом и пианистами Отто Ураком или Георгом Бертрамом. В 1923 г. принял участие в первом германском радиоконцерте, исполнив фрагменты из произведений Бетховена и Чайковского. В 1921—1930 гг. осуществил ряд записей как солист и ансамблист. Вёл также преподавательскую деятельность, став, в частности, одним из первых наставников Рикардо Однопозоффа.
После прихода к власти нацистов Деман в 1933 году вернулся в Австрию, а после аншлюса бежал в Швейцарию. Вновь обосновался в Германии в 1946 году.
Первым браком был женат на актрисе Эдит Делькамп (1886—1960), их сын Ханс Эдуард Деман сделал дипломатическую карьеру, дослужившись до должности первого секретаря посольства ФРГ в Пакистане. Вторым браком женился в 1946 г. на певице Фриде Лейдер.